# Маккрори, Милтон
Ми́лтон Маккро́ри (англ. Milton McCrory; 7 февраля 1962, Детройт) — американский боксёр полусредней весовой категории, выступал на профессиональном уровне в период 1980—1991, владел титулом чемпиона мира по версии ВБС, был претендентом на чемпионские пояса ВБА и МБФ. В настоящее время является тренером по боксу.

## Биография
Милтон Маккрори родился 7 февраля 1962 года в Детройте, штат Мичиган. Активно занимался боксом с двенадцатилетнего возраста, проходил подготовку в местном зале Kronk Gym под руководством знаменитого детройтского тренера Эмануэля Стюарда. Начав карьеру как любитель, уже в 1979 году стал чемпионом мира среди юниоров и выиграл серебряную медаль на взрослом первенстве США. Поучаствовав в нескольких международных встречах, был претендентом на попадание в американскую олимпийскую команду, однако на отборочных соревнованиях по очкам уступил Джонни Бамфусу и занял лишь третье место. Всего в любительском боксе провёл 120 боёв, из них 105 окончил победой.
Не сумев добиться больших результатов в олимпийском боксе, Маккрори решил попробовать себя среди профессионалов — дебютировал на профессиональном ринге в сентябре 1980 года, в первом же раунде техническим нокаутом победил соотечественника Кельвина Строутера. В течение двух последующих лет одержал двадцать побед и получил шанс побороться за титул чемпиона мира в полулёгком весе по версии Всемирного боксёрского совета (ВБС), который стал вакантным после того как его обладатель Шугар Рэй Леонард принял решение покинуть профессиональный бокс. Чемпионский поединок с валлийцем Колином Джонсом завершился ничьей, однако несколько месяцев спустя состоялся повторный матч, и там решением большинства судей победил Маккрори.
Впоследствии Милтон Маккрори защитил свой чемпионский пояс четыре раза, а первое поражение на профессиональном уровне потерпел в декабре 1985 года от Дональда Карри, в объединительном бою, когда на кону также стояли титулы ВБА и МБФ. После этой неудачи он поднялся в первую среднюю весовую категорию, в марте 1987 года выиграл чемпионский пояс Североамериканской боксёрской федерации и вскоре вышел на ринг против чемпиона ВБА из Ямайки Майка Маккаллума. Тем не менее, стать чемпионом мира во второй раз ему не удалось — нокаут в десятом раунде.
Маккрори выходил на ринг вплоть до 1991 года, но в последнее время дрался не с самыми сильными соперниками. Он завершил карьеру в возрасте 29 лет, по собственному признанию, для того, чтобы больше времени проводить с семьёй. Ныне работает тренером по боксу в своём родном зале Kronk Gym в Детройте, занимается подготовкой перспективной молодёжи. Его младший брат Стив был довольно известным боксёром-легковесом, выиграл золото на Олимпийских играх 1984 года в Лос-Анджелесе, претендовал на титул чемпиона мира по версии МБФ.